# المشخاب
المشخاب (به عربی: المشخاب) یک شهرهای استان نجف در عراق واقع شده‌ است.